# Joseph-Ignace Guillotin
Joseph-Ignace Guillotin (28 de mayo de 1738 - 26 de marzo de 1814) fue un médico y diputado francés. Su nombre se asocia a la invención de la guillotina, dispositivo mecánico para ejecutar a condenados a muerte. Realmente, el Dr. Guillotin no fue el inventor de dicho dispositivo, pero sí propuso su utilización en Francia.
El uso del epónimo para nombrar a la guillotina se hizo habitual. Algunos de sus familiares llegaron a solicitar al gobierno que dejaran de usar su apellido para describir a la máquina, pero su esfuerzo fue en vano y tuvieron que cambiárselo.
En los inicios de su educación secundaria, Guillotin se interesó por las artes. Fue profesor de literatura en el Irish College en Burdeos. Estudió medicina en Reims y en la Universidad de París.
En 1784 el gobierno francés lo designó, junto a Benjamin Franklin, Antoine Lavoisier, Jean Sylvain Bailly y otros, para investigar el magnetismo animal, supuestamente descubierto por Franz Mesmer.
En 1789 se convirtió en diputado de París en la Asamblea Constituyente francesa. Fue desde esa posición desde la que propuso el uso de la guillotina a la Asamblea Legislativa.
A pesar de esta propuesta, Guillotin era contrario a la pena de muerte, pero creía que un método de ejecución más humano y menos doloroso debería ser el primer paso hacia una abolición total de tales condenas.
También intentó que las ejecuciones fueran vistas por menos familias y niños y, de hecho, votó para hacerlas más privadas e individualizadas.
Una leyenda urbana afirma que ejecutaron al Dr. Guillotin con su propia máquina. Es falsa. La causa real de su muerte fue el carbunco en un hombro. Esta leyenda urbana pudo ser propagada debido al hecho de que una persona con apellido Guillotin, J.M.V. Guillotin, un doctor de Lyon, sí fue ejecutado mediante la guillotina.